# Ramón Díaz Eterovic
Ramón Díaz Eterovic (Punta Arenas, 15 luglio 1956) è uno scrittore e poeta cileno.

## Biografia
Figlio di Ramón Díaz Silva, di origini spagnole, e di Magdalena Eterovic Martinic, di origini croate, Díaz Eterovic, dopo aver terminato gli studi superiori nella propria città natale, si trasferisce nella capitale per iniziare gli studi in amministrazione pubblica presso la Università del Cile. Sposato con la scrittrice Sonia González Valdenegro, è stato riconosciuto come uno dei maggior esponenti del romanzo poliziesco cileno.
Nel corso della sua carriera ha ricevuto numerosi riconoscimenti come: il Premio del Consiglio Nazionale di promozione del libro e della lettura per il miglior romanzo del 1995 e il Premio Municipale di Santiago, nel 1995, 2002 e 2007. Inoltre ha ottenuto il Premio Las Dos Orillas del Salón Iberoamericano di Gijón (2000) e il Premio Anna Seghers dell'Accademia tedesca di arte. Alcuni dei suoi libri sono stati pubblicati in Spagna, Italia, Francia, Germania, Portogallo, Grecia, Croazia, Paesi Bassi e Messico.
Nel romanzo La ciudad está triste, Díaz Eterovic presenta per la prima volta Heredia, un "personaggio senza nome, o per dirla meglio, con un nome così stravagante che non viene e non verrà mai menzionato in nessuna delle sue storie"".
Questo detective privato diverrà protagonista di molti delle sue opere ed anche di un adattamento televisivo realizzato dalla televisione nazionale cilena TVN.
Heredia è un personaggio solitario, scettico e malinconico, amante della lettura e delle corse dei cavalli, la cui vita trascorre, per la gran parte, nei quartieri del centro di Santiago del Cile.

## Riconoscimenti
- 1996 Premio Municipale di Letteratura di Santiago per Ángeles y solitarios
- 2000 Premio Las Dos Orillas del Salone del Libro Iberoamericano di Gijón per I sette figli di Simenon
- 2002 Premio Municipale di Letteratura di Santiago per El ojo del alma

## Opere
Romanzi e racconti con protagonista Heredia
- 1987 - La ciudad está triste
- 1992 - Solo en la oscuridad
- 1993 - Nadie sabe más que los muertos
- 1995 - Ángeles y solitarios
- 1999 - Nunca enamores a un forastero
- 2000 - I sette figli di Simenon (Los siete hijos de Simenon)
- 2001 - El ojo del alma
- 2002 - El hombre que pregunta
- 2003 - El color de la piel
- 2005 - A la sombra del dinero
- 2005 - Muchos gatos para un solo crimen
- 2006 - El segundo deseo
- 2008 - La oscura memoria de las armas

Altre opere di narrativa
- 1981 - Cualquier dia
- 1983 - Obsesión de año nuevo
- 1985 - Atrás sin golpes
- 1986 - Contando el cuento. Antología joven narrativa chilena (realizzato con Diego Muñoz Valenzuela)
- 1990 - Ese viejo cuento de amar
- 1992 - Andar con cuentos. Nueva narrativa chilena (realizzato con Diego Muñoz Valenzuela)
- 1994 - Crímenes criollos. Antología del cuento policial chileno
- 1997 - Correr tras el viento
- 2002 - R y M investigadores
- 2003 - Cuentos en dictadura (realizzato con Diego Muñoz Valenzuela)

Poesia
- 1980 - El poeta derribado
- 1982 - Pasajero de la ausencia